# 寧海奉化戰鬥
寧海奉化戰鬥發生於民國十六年（1927）1月10日－13日於中國浙江省東南方一帶發生的戰爭，為國民革命軍北伐中的一場戰役。作戰者為響應國民政府而易幟為國民革命軍的的浙江省陸軍部隊，對抗北洋政府孫傳芳所指揮的東南五省聯軍部隊。該戰役最後在孫傳芳投入優勢軍力後摧毀了十九軍主力，並造成了該軍指揮官陳儀遭到撤職，失去軍閥所仰仗的軍力資本，轉入政界活動。

## 背景
孫傳芳在祖建五省聯軍時，與浙江省在地軍閥和領導者採取合作的方式結盟，因此浙江省雖然駐有孫傳芳親信指揮的部隊，但浙江省政並非由孫傳芳信任的親信擔任要職，這使得孫傳芳在[湖北省]]和江西省一系列與國民革命軍作戰兵敗之情況後，浙江省內軍政要員即開始各自尋找管道和國民革命軍接觸。在民國十五（1926）年底夏超的公開反孫，向孫傳芳傳達出浙江控制力的不穩定。孫傳芳對於浙江陸軍部隊的合作關係產生懷疑後，決定在12月22日扣押浙江陸軍第一師師長陳儀，並將該師第二團部隊繳械。
在此事爆發後，浙江陸軍第一師的反孫傳芳政策即直接明朗化。民國十六年（1927）春，未被繳械的部隊由代師長石鐸集結浙江紹興大校場公布易幟，變更部隊名稱為國民革命軍第十九軍，呼應北伐軍。
對於浙江省政的變故，孫傳芳將駐浙江的部隊兵分多路對抗北伐軍。對付十九軍的主力是陸軍第十三師（師長劉士林）與陸軍第二師第三旅（旅長段繩武），該批部隊在十七年初渡過錢塘江南下，自蕭山南攻紹興。由於十九軍評估無力對抗該部隊，故在1月7日撤出紹興，西退至上虞縣，憑藉曹娥江進行防禦。
在此同時，在福建省遭到何應欽指揮的北伐東路軍擊敗的福建省督周蔭人，在福建北部與浙江省邊境收攏殘兵，受孫傳芳命令撤回杭州市，經過整頓，周蔭人收攏約9,000人部隊自浙江台州市北上杭州。由於該部隊因敗戰使得軍紀狀況極差，浙江省內擔心部隊掠劫將會對省內造成破壞，因此寧波市紳商向十九軍提議發兵擊敗周蔭人殘軍。此一提案得到十九軍的敵前總指揮兼第二師師長余憲文之允諾，決定調動十九軍主力南下，先行與周蔭人殘軍決戰。
作戰前，十九軍的敵前總指揮由余憲文更換為徐培根，徐培根在1月8日將十九軍的主力由鐵運方式轉移至寧波市，再行軍南下至寧海縣。另派遣十九軍第二師第三團從上虞縣行軍南下新昌縣，從側面迂迴進入寧海縣的同時也避免遭到周軍奇襲根據地。第三團在新昌與周蔭人部隊的前鋒部隊接觸戰敗，北退嵊州市，隨後朝西進入義烏市試圖迂迴進軍，這一行為使得該團未參與後續在寧海縣的決戰。
1月9日，十九軍前鋒部隊進入寧海縣，並偵查到周蔭人部隊行蹤，確定該部主力從台州市北上後，將走天台縣、新昌縣返回杭州市，在寧海縣的部隊是側翼掩護部隊。

## 結局
十九軍雖然戰敗，但主要損失的是前鋒作戰部隊，其它的支援部隊（砲兵、騎兵、輜重）等因未來得及參戰故未損失，第二師師長余憲文後收攏前鋒部隊殘部後率隊南下赴溫州市，歸入何應欽指揮國民革命軍指揮獲撥裝備補充，為國民革命軍暫編第15師，後編入為國民革命軍第19師。戰前朝西迂迴的第三團後南下麗水市，與佔編15師合流。工兵營收攏一部份殘兵擴編為團潛伏在台州市與溫州市之間。輜重營則轉移到台州市投靠鎮海要塞司令官陳其蔚。師長陳儀後被孫傳芳釋放，在龍潭戰役後被國民政府任命為江北宣撫使，試圖使用他的身分去收攏原先受孫傳芳指揮的的浙江系部隊。但是余憲文等舊部無意歸隊的情況下，陳儀最後無法取回其軍事資本。

## 參看
- 中華民國北洋政府時期內戰戰鬥列表